# Хот-Спрингс (национальный парк)
Хот-Спрингс (англ. Hot Springs National Park) — национальный парк в штате Арканзас, США. Заповедник Хот-Спрингс основан 20 апреля 1832 года, а затем был преобразован в национальный парк. Это самый маленький национальный парк в США.
«Hot Springs» переводится как «Горячие источники», в национальном парке действительно много горячих источников. Они вытекают из западного склона горы Хот-Спрингс-Маунтин (Hot Springs Mountain), которая является частью горной цепи Уочита (Ouachita). На протяжении 200 лет люди используют эти воды в качестве терапевтических ванн для лечения различных заболеваний, в частности ревматизма. Ежедневно 47 различных источников выносят на поверхность 1 млн литров воды с температурой около 61 °C. В городе Хот-Спрингс построено огромное количество ванных комнат, некоторые с уникальной архитектурой.

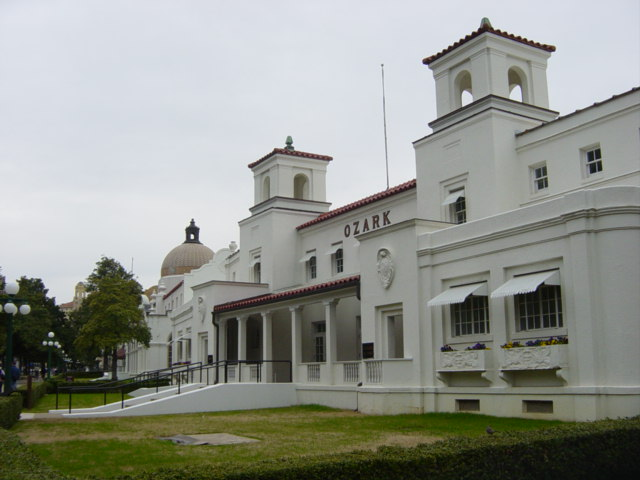
Одна из минералогических лечебниц в Хот-Спрингс

## Флора и фауна
Большая часть парка покрыта лесом. Северные склоны горных хребтов обеспечивают подходящую среду обитания для лиственного леса (это, прежде всего, дуб и гикори). Сосны преобладают на южных склонах горных хребтов.
Раньше на землях прилегающих к Хот-Спрингс-Маунтин водились такие представители дикой фауны как: равнинный бизон, вапити, североамериканская пума (лат. Puma concolor couguar) и рыжий волк. Однако они покинули эти места после поселения здесь европейцев.
Современная фауна включает белку, кролика, виргинского опоссума, серую лисицу, койота, скунса, енота, длиннохвостую ласку, американскую норку, крысу, лягушку, и девятипоясного броненосца. Некоторые перелётные птицы после миграции в Миссисипи проживают часть года в национальном парке.

## Исторические факты
Первым из европейцев эти земли увидел в 1541 году конкистадор Эрнандо де Сото. Последовав примеру местных индейцев де Сото также окунулся в воды Хот-Спрингс.